# Rio Oso, California
Rio Oso, California (енгл. Rio Oso) насељено је место без административног статуса у америчкој савезној држави Калифорнија.

## Демографија
По попису из 2010. године број становника је 356.
| Група             | 2000.    | 2010.       |
| Белци             | 0 (0,0%) | 268 (75,3%) |
| Афроамериканци    | 0 (0,0%) | 5 (1,4%)    |
| Азијати           | 0 (0,0%) | 26 (7,3%)   |
| Хиспаноамериканци | 0 (0,0%) | 53 (14,9%)  |
| Укупно            | 0        | 356         |